# Landsvägstjärnarna (Sorsele socken, Lappland, 727400-157816)
Landsvägstjärnarna är en sjö i Sorsele kommun i Lappland och ingår i Umeälvens huvudavrinningsområde.